# Harry Pease
John Henry „Harry“ Pease (* 6. September 1886 in Mount Vernon (New York); † 8. November 1945 in New York City) war ein amerikanischer Sänger, Liedtexter und Songwriter der Tin-Pan-Alley-Ära.

## Leben und Wirken
Pease trat mit seinem späteren Songwriting-Kollegen Edward G. Nelson zwölf Jahre im Vaudeville auf; bekannt war er als g„The Boy with the Golden Voice“. Der Song I Don’t Want to get Well war 1917 ein Hit für das Duo Van and Schenck. Frankfurter Sandwiches stellte Harry Rose 1929 in einem Tonfilm vor. Beginnend mit That Satisfying Rag (1910, mit Albert Lurch) schrieb er eine Reihe von Rags und Jazz-beeinflusste Songs für Vaudeville-Künstler; dabei arbeitete er mit weiteren Songwritern wie Al Dubin (Frankfurter Sandwiches, 1927), Vincent Rose (I Kissed You in a Dream Last Night (Do You Mind?), 1938), Dave Dreyer (In a Little Second Hand Store), ferner mit Harry Edelheit, Howard Johnson (That’s What I Call a Pal), Robert Duke Leonard (Josephine, Please No Lean On Da Bell, 1945), Charles O’Flynn, Larry Stock, William Haid (Silvery Moon and Golden Sands), Harry Tobias (For All the Love of Mike), Gilbert Dodge, Johnny White (Deeze, Doze and Dem, 1923), Larry Vincent und vor allem mit Edward G. Nelson (The Song of the Sea, Ia a Shady Nook (By a Bsbbling Brook), You Ought to See Her Now, 1917 und Peggy O’Neil 1921). When the Sun Says Goodnight to the Mountains wurde in einer deutschsprachigen Version (Wenn die Sonne erwacht in den Bergen) u. a. von Adam & Eve und Rex Gildo gevovert.
Pease schrieb auch Songs für die Broadway-Revuen The Grab Bag (1924/25) und George White’s Scandals (1928). Songs, an denen Pease mitgewirkt hatte, wurden u. a. von Charlie Barnet, Count Basie (Now Will You Be Good), den California Ramblers (When I Wore My Daddy’s Brown Derby (And You Wore Your Mother’s Blue Gown)), Cab Calloway, Frankie Carle, Eddie Cantor (Josephine, Please No Lean on the Bell), der Dutch Swing College Band (When the Sun Says Goodnight to the Mountains), Judy Garland (Where the Butterflies Kiss the Buttercups Goodnight), Irving Kaufman (Thats My Mammy!), Mitch Miller, Billy Murray (Ten Little Fingers and Ten Little Toes), Willie Nelson (Take My Word), Louis Prima, Leon Redbone (At the Chocolate Bon Bon Ball), Frank Sinatra, Lucille Starr (Quand le soleil dit bonjour aux montagnes), Fats Waller (Just Made Up with That Old Girl of Mine) und Slim Whitman gecovert.